# Henryk Skolimowski
Henryk Skolimowski (4 de mayo de 1930, Varsovia-6 de abril de 2018, Varsovia) fue un filósofo polaco. Completó estudios técnicos, musicología y filosofía en Varsovia. Recibió su Ph.D. en filosofía de la Universidad de Oxford.

## Biografía
Estudiante de Tadeusz Kotarbiński y Kazimierz Ajdukiewicz, se especializó en lógica y filosofía del lenguaje. Skolimowski obtuvo un doctorado de la Universidad de Oxford, donde también enseñó antes de comenzar sus cátedras en la Universidad del Sur de California, Los Ángeles, y luego en la Universidad de Míchigan, Ann Arbor, donde fue durante muchos años profesor de filosofía, ocupando actualmente el cargo de profesor emérito. Hoy en día es considerado como el principal pensador en el campo de la ecofilosofía.
El trabajo de Skolimowski está dirigido a la superación de la angustia humana y la desconexión causada en parte por la enorme preponderancia de la tecnología moderna, que tuvo sus semillas en la Revolución Industrial. Nuestra acelerada dependencia de la tecnología a expensas de una adecuada relación con la naturaleza y el planeta es una preocupación primordial dentro de la obra de Skolimowski, como lo es la creciente incapacidad de las religiones patriarcales organizadas para proporcionar una plataforma espiritual significativa a partir de la cual el ser humano moderno pueda evolucionar de manera apropiada.
Durante décadas de viajes y participación con pensadores principales de todo el mundo, Skolimowski llegó a familiarizarse con una gran variedad de culturas, incluyendo iluminados preceptos de ellas en sus obras. Es autor de más de 50 libros y cientos de artículos científicos y académicos. En los años 1992-1997 Skolimowski ocupó el cargo de Presidente de ecofilosofía en la Universidad Politécnica de Łódź, la primera posición de su tipo en el mundo.

## Obra
- The Lotus and the Mud: Autobiography of a Philosopher. Creative Fire Press, 2011
- World as Sanctuary: The Cosmic Philosophy of Henryk Skolimowski. Creative Fire Press, 2010
- Let There Be Light: The Mysterious Journey of Cosmic Creativity. Wisdom Tree, 2010
- Philosophy for a New Civilization. Gyan Publishing House, 2005
- The Dawn of the Ecological Era (with Ashwani Kumar). Concept Books, 2001
- Dharma, Ecology and Wisdom in the Third Millennium. Concept Books, 1999
- The Participatory Mind: A New Theory of Knowledge and of the Universe. Penguin/Arkana, 1994[7]
- Eco-Yoga: Practice and Meditations for Walking in Beauty. Gaia Books, 1994
- A Sacred Place to Dwell. Element Books, 1993
- Living Philosophy: Eco-Philosophy as a Tree of Life. Penguin/Arkana, 1992[8]
- Dancing Shiva in the Ecological Age. Clarion Books, 1991
- The Other Side of the Rational Mind. The Intl Cultural Foundation, 1989
- Out of the Cosmic Dust. Vasanta Press, 1989
- Eco-Theology: Toward a Religion for our Times. Eco-Philosophy Publications, 1985
- Theatre of the Mind. Quest Books, 1984
- Technology and Human Destiny. Madras Univ. Press, 1983
- Eco-Philosophy: Designing New Tactics for Living. Marion Boyars, 1981
- Polish Analytical Philosophy. Routledge and Kegan Paul, 1967